# Per-Anders Gråberg
Per-Anders Bertil Gråberg, född 19 juli 1974, är en svensk galoppjockey. Han är en av Sveriges mest framgångsrika jockeys, med 141,2 miljoner inridna kronor, till september 2021. Han innehar licens vid Bro Park, och är bland annat förstejockey åt galopptränaren Roy Arne Kvisla.

## Karriär
Gråberg är uppväxt i Viksjö i Järfälla kommun utanför Stockholm. Redan som barn var han mycket sportintresserad och höll på med flera idrotter, då han plötsligt började intressera sig för galopp, något han själv sagt var en ren slump. Efter grundskolan tog Gråberg ett sabbatsår från skolan för att istället jobba i stallet, ett sabbatsår som blev mycket längre. På 1990-talet jobbade han en tid som lärling hos tränaren Richard Mandella i USA.
Gråberg bröt ryggen under 2009, och fick tre frakturer. Han var dock tillbaka och red löp efter sex veckor. Gråberg red även montélopp i mitten av 2000-talet, då sporten var ny i Sverige.
Gråberg har även ridit löp i alla skandinaviska länder, samt i Polen, Tjeckien, Tyskland, Frankrike, England, Abu Dhabi och Dubai. Han blev förste svensk att rida under Dubai World Cup-dagen 2011, då han red hästen Timely Jazz. Hästen startade i UAE Derby, men slutade oplacerad då denne bröt benet i löp, och tvingades avlivas.

## Större segrar i urval
| År   | Löp                             | Häst            | Tränare                 | Grupp   |
| ---- | ------------------------------- | --------------- | ----------------------- | ------- |
| 2011 | Stockholm Cup International     | Bank of Burden  | Niels Petersen          | Grupp 3 |
| 2012 | Stockholm Cup International     | Bank of Burden  | Niels Petersen          | Grupp 3 |
| 2013 | Jockeyklubbens Jubileumslöpning | Quite A Mission | Niels Petersen          |         |
| 2014 | Stockholm Cup International     | Bank of Burden  | Niels Petersen          | Grupp 3 |
| 2014 | Svenskt Derby                   | Duke Derby      | Niels Petersen          |         |
| 2015 | Stockholm Cup International     | Bank of Burden  | Niels Petersen          | Grupp 3 |
| 2017 | Stockholm Cup International     | Dorcia          | Lennart Reuterskiöld Jr | Grupp 3 |
| 2021 | Jockeyklubbens Jubileumslöpning | Thunder Mack    | Patrick Wahl            |         |